# Maxima (мережа магазинів)
Maxima Group — мережа супермаркетів, що діють в Естонії, Латвії, Литві, Польщі та Болгарії. Належить компанії «Vilniaus prekyba». Штаб-квартира знаходиться у Вільнюсі .
На середину 2020 року має під орудою 1323 крамниць із загальною кількістю працівників понад 40 тисяч осіб
.

## Історія
Перші магазини «Maxima» відкрилися в Вільнюсі в 1992 році, ставши найвідомішою мережею супермаркетів в Балтії.
В 2001 році в Ризі і Пярну відкрилися перші супермаркети «Maxima».
В 2007 році в Естонії відкрито крамниці «Maxima XX», а через рік у Пярну з'явився перший «Maxima XXX».
Наприкінці 2011 року «Maxima Group» придбала мережу 24 польських супермаркетів «Aldik».
21 листопада 2013 року в Ризі сталася трагедія: обвалився дах торговельного центру «Maxima», загинуло 54 людини. На думку поліції, причиною катастрофи могла стати помилка проектувальників будівлі.

## Формати
Магазини «Maxima» діляться на кілька типів: «Maxima X», «Maxima XX», «Maxima XXX», «hyper Maxima», «Maxima B», «Ermitažas» і «T-Market». Кожному типу магазину відповідає свій стандарт, тому покупці легко можуть вибрати потрібний товар. У магазинах «Maxima XX» і «Maxima XXX» частина територій відведена під спеціалізовані магазини, де продаються додаткові товари і виявляються додаткові послуги.

### У Балтії
- Maxima X (раніше Minima): невеликі магазини, що знаходяться поруч з будинками; є в невеликих і великих містах.
- Maxima XX (раніше Media): магазини в кварталах великих міст (де проживають від 12 до 30 тисяч осіб), доступні всім городянам.
- Maxima XXX (раніше Maxima): супермаркети з великим асортиментом товарів, до 50 тисяч видів продовольчих і побутових товарів. У подібних супермаркетах також є пекарня і кухня, тому покупці можуть замовити свіжі продовольчі товари.
- Maxima XXXX — єдина крамниця цього класу знаходиться у найбільшому прибалтійському торговельно-розважальному центрі «Akropolis» у Вільнюсі.

### В Болгарії
Через дочірню компанію Maxima Bulgaria в Болгарії володіє мережею з 84 супермаркетів T-Market. Загальна кількість працівників перевищує 1,2 тисяч осіб.
Першу крамницю відкрито в 2005
.

### У Польщі
Володіє мережею супермаркетів Stokrotka в Польщі через однойменну дочірню компанію. В єдину мережу «Stokrotka» були інтегровані магазини «Aldik» у 2018 році та магазини «Sano» у 2019
.

## Філії в інших країнах

### Maxima Lietuva
Найбільша частина Maxima Group, займає 70 % ринку; найцінніша компанія 2011 року за версією GILD Bankers.

### Maxima Latvija
Третя в 2009 році в рейтингу найбільших компаній Латвії; перша за розміром доходів за 2009 рік (14,8 млн латвійських латів), 8-й за популярністю бренд Латвії в 2009 році, найприбутковіший бренд Латвії в 2009 і 2010 роках, 6-а в рейтингу найпопулярніших брендів 2010 року і 8-а в рейтингу найбільш цінних компаній. 21 листопада 2013 року репутація компанії похитнулася після обвалення одного з магазинів Риги, що призвела до смерті 54 чоловік.

### Maxima Eesti
У 2011 році частка Maxima Eesti на ринку зросла на 13,3 %. 10 грудня 2015 року було відкрито перший магазин Maxima XXX в Талліні.

### Maxima Bulgaria
Інтереси представляє компанія «Максима Б'лгарія» і мережа її магазинів T-Market. Зростання склало 7,3 % на ринку за 2011 рік.

### Aldik
Польське відділення компанії Maxima Group.

## Статистика
|                           | Болгарія    | Естонія     | Латвія      | Литва       | Польща    | Разом       |
| ------------------------- | ----------- | ----------- | ----------- | ----------- | --------- | ----------- |
| Кількість крамниць (2020) | 98          | 83          | 174         | 252         | 719       | 1326        |
| Співробітники (2020)      | 1,542       | 3,946       | 7,427       | 14,658      | 9,642     | 40,000      |
| Покупців за день (2019)   | 124 000     | 105 000     | 277 000     | 604 000     | 290 000   | 1 400 000   |
| Виручка у євро (2019)     | 0,133 млрд. | 0,482 млрд. | 0,776 млрд. | 1,638 млрд. | 0,5 млрд. | 3,451 млрд. |

## Бренди
- Maxima Favorit: високоякісні продукти
- Optima Linija: дешеві продукти
- Maxima Ecologica: продукти з натуральних компонентів
- Meistro Kokybė: м'ясні і рибні продукти Литви
- Meistara Marka: м'ясні і рибні продукти Латвії
- DISNEY is Disney: товари для дітей
- Saulės pienas: молочні продукти Литви
- Saules piens: молочні продукти Латвії
- Mano: бренд м'ясних продуктів
- Ocean: бренд рибних продуктів
- Collexion: одяг і взуття для всієї родини
- Strada: дитячий одяг та взуття